# Mistrzostwa Świata Juniorów w Hokeju na Lodzie 2013/III Dywizja
Mistrzostwa Świata Juniorów w Hokeju na Lodzie III dywizji 2013 odbędą się w Bułgarii w (Sofii). Zawody rozgrywane są w dniach 14-20 stycznia.
W mistrzostwach trzeciej dywizji uczestniczy 6 zespołów. Rozgrywają one mecze systemem każdy z każdym. Pierwsza drużyna turnieju awansuje do mistrzostw świata Dywizji 2 Grupy B w 2014 roku.
Hala, w których odbędą się zawody to:
- Zimowy Pałac Sportu (Sofia)

## Terminarz i tabela
| 14 stycznia 2013 | Chiny | 7:3 | Turcja | Zimowy Pałac Sportu, Sofia |

| Godzina: 13:00 |

| 14 stycznia 2013 | Nowa Zelandia | 1:0 | Meksyk | Zimowy Pałac Sportu, Sofia |

| Godzina: 16:30 |

| 14 stycznia 2013 | Zjednoczone Emiraty Arabskie | 0:5 vo | Bułgaria | Zimowy Pałac Sportu, Sofia |

| Godzina: 20:00 |

| 15 stycznia 2013 | Chiny | 4:1 | Nowa Zelandia | Zimowy Pałac Sportu, Sofia |

| Godzina: 13:00 |

| 15 stycznia 2013 | Turcja | 5:0 vo | Zjednoczone Emiraty Arabskie | Zimowy Pałac Sportu, Sofia |

| Godzina: 16:30 |

| 15 stycznia 2013 | Meksyk | 1:3 | Bułgaria | Zimowy Pałac Sportu, Sofia |

| Godzina: 20:00 |

| 17 stycznia 2013 | Meksyk | 11:2 | Turcja | Zimowy Pałac Sportu, Sofia |

| Godzina: 13:00 |

| 17 stycznia 2013 | Chiny | 5:0 vo | Zjednoczone Emiraty Arabskie | Zimowy Pałac Sportu, Sofia |

| Godzina: 16:30 |

| 17 stycznia 2013 | Nowa Zelandia | 0:6 | Bułgaria | Zimowy Pałac Sportu, Sofia |

| Godzina: 20:00 |

| 18 stycznia 2013 | Zjednoczone Emiraty Arabskie | 0:5 vo | Meksyk | Zimowy Pałac Sportu, Sofia |

| Godzina: 13:00 |

| 18 stycznia 2013 | Turcja | 2:6 | Nowa Zelandia | Zimowy Pałac Sportu, Sofia |

| Godzina: 16:30 |

| 18 stycznia 2013 | Bułgaria | 1:10 | Chiny | Zimowy Pałac Sportu, Sofia |

| Godzina: 20:00 |

| 20 stycznia 2013 | Nowa Zelandia | 5:0 vo | Zjednoczone Emiraty Arabskie | Zimowy Pałac Sportu, Sofia |

| Godzina: 13:00 |

| 20 stycznia 2013 | Bułgaria | 4:3 | Turcja | Zimowy Pałac Sportu, Sofia |

| Godzina: 16:30 |

| 18 stycznia 2013 | Meksyk | 1:6 | Chiny | Zimowy Pałac Sportu, Sofia |

| Godzina: 20:00 |

| Lp. | Zespół        | M | Z | Zd | Pd | P | G+ | G- | +/− | Pkt |
| --- | ------------- | - | - | -- | -- | - | -- | -- | --- | --- |
| 1   | Chiny         | 5 | 5 | 0  | 0  | 0 | 32 | 6  | +26 | 15  |
| 2   | Bułgaria      | 5 | 4 | 0  | 0  | 1 | 19 | 14 | +5  | 12  |
| 3   | Nowa Zelandia | 5 | 3 | 0  | 0  | 2 | 13 | 12 | +1  | 9   |
| 4   | Meksyk        | 5 | 2 | 0  | 0  | 3 | 18 | 12 | +6  | 6   |
| 5   | Turcja        | 5 | 1 | 0  | 0  | 4 | 19 | 24 | –5  | 3   |
| 6   | ZEA           | 5 | 0 | 0  | 0  | 5 | 0  | 25 | –25 | 0   |